# Erwin Ding-Schuler
Erwin Ding-Schuler (Bitterfeld, 1912. szeptember 19. – Freising, 1945. augusztus 11.) német katonai orvos és torturer. A Porosz Királyság területén született. A buchenwaldi koncentrációs táborban végzett kísérleteket a rabokon. 1945-ben amerikai hadifogságba esett, nem sokkal később öngyilkos lett.